# モビルアーマー
モビルアーマー（MOBILE ARMOR あるいは MOBILE ARMOUR、以下MA）は、テレビアニメ『機動戦士ガンダム』を第一作とする「ガンダムシリーズ」に登場する、架空の兵器の分類の一つ。
作品ごとの世界観によってMAの定義は異なるため、下記で解説する。

## 各作品シリーズにおけるモビルアーマー

### 『機動戦士ガンダム』（宇宙世紀）シリーズ

#### 解説
モビルアーマー（"MOBILE All Range Maneuverability Offence Utility Reinforcement" 、全領域汎用支援火器）という言葉は、作品中では『機動戦士ガンダム』の第26話でレビルが言及するのが初であるが、この時点では「ジオン軍がそういう新兵器を開発中」という情報のみで、実際に機体が登場したのは次々回の第28話でグラブロが登場した時である。
設定上の原点は、ジオン公国軍が配備したビグロの原型機「MIP-X1」にさかのぼる。MIP社が開発したMIP-X1は、ジオニック社が開発したモビルスーツ(MS)の原点であるクラブマン (ZI-XA3, MS-01) に敗れ、主力兵器としての地位を獲得できなかった。しかし、MIP-X1は宇宙空間での性能は極めて高かったことから、AMBACシステムを用いた強力な機動兵器・MAとして開発される運びとなった。MSは汎用兵器としてはその性能を発揮したものの、それゆえに局地戦に対応しきれない事態も発生していた。MAはその解決策となる攻撃力を重視した移動支援火器として機能し、一年戦争時において通常のMSに搭載できるほど小型ではなかったサイコミュを実機投入することも可能だった。
MAは移動砲台との中間的な存在であるアッザムを経て、MIP-X1の発展型であるビグロ、攻撃力重視の通常型MAとしては究極系のビグ・ザムに派生。また、一年戦争時点では未だ開発段階だったサイコミュを搭載するニュータイプ専用機としてブラウ・ブロやエルメスが開発されている。
一方、地球連邦軍では、MAという概念がそもそも存在せず、ボールやガンタンクといった、ジオン軍でいえばMAの範囲に含まれるような機体でもMSと呼んでいた。宇宙世紀0083年頃になると、地球連邦軍は旧ジオン公国軍の兵器開発を研究し、MSの汎用性とMAの局地戦能力を付加した機体としてアッシマーやギャプランなどの可変MA (TMA) が誕生した。さらに、TMAで培われた技術をMSにフィードバックした機体群としてガザCやΖガンダムなどの、MA形態に変形できる可変モビルスーツ (TMS) が開発・実戦投入された。

#### 備考
頭字語（アクロニム）やMIP-X1の設定はみのり書房の雑誌「月刊OUT」別冊『GUNDAM CENTURY』（1981年刊）から。
もともとはテレビシリーズの低視聴率に対する、スポンサー側の意向によるテコ入れ用の「わかりやすい怪物的な敵」として登場させられたものの一つ（当初、ジオンの機動兵器はザクのみの予定）であったという。しかし、ニュータイプ用などストーリーに大きく係わる設定の機体も登場し、結果的に宇宙世紀世界のメカの世界観を広げる存在となった。テレビシリーズに登場したMAの設定は、すべて監督の富野由悠季によってラフスケッチ（基本デザイン）が描かれ、これを大河原邦男がクリーンナップするかたちで決定稿となっている。

### 『機動武闘伝Gガンダム』シリーズ
『機動武闘伝Gガンダム』の未来世紀を舞台とする世界観において、MAの位置づけは不明である。ただし、少なくともネオ・ジャパン軍所属のMAファントマが登場しており、また、デビルガンダムの最終形態（コア）も可変モビルファイター(MF)としてMA形態を有している。

### 『新機動戦記ガンダムW』シリーズ
『新機動戦記ガンダムW』のアフターコロニーを舞台とする世界観において、明確なMAは登場しない。可変MSスコーピオやガンダムエピオンの可変形態をMAと呼称する資料が存在する。

### 『機動新世紀ガンダムX』シリーズ
『機動新世紀ガンダムX』のアフターウォーを舞台とする世界観においては、MAの登場要因や特別な意味づけはなされておらず、人型のMSに対し純粋な機動兵器と説明される。
劇中で登場するのはグランディーネとパトゥーリア、エスペランサ、飛行用MAガディールとなる。
また、ガンダムアシュタロンの可変形態もMA形態と呼称される。

### 『∀ガンダム』シリーズ
『∀ガンダム』の正暦を舞台とする世界観においては、「ムットゥー」の可変形態をMA形態と呼称している。

### 『機動戦士ガンダムSEED』シリーズ
コズミック・イラ (C.E.) を舞台とする世界観の『機動戦士ガンダムSEED』におけるMAは、重装甲と単機で任務を遂行する火力、戦闘機並みの空戦能力を並立させた重戦闘機として扱われる。
地球連合軍では作業と防衛用のMAとして開発されたミストラルを経てメビウス・ゼロが開発され、これを原機としてメビウスが開発される。C.E.70年6月2日のグリマルディ戦線の戦いにおいて特別なパイロットを必要としたメビウス・ゼロ部隊が壊滅的な損害を受けたことをうけ、ミストラルに代わる主力MAとしてメビウスが選定された。また、地球連合軍ではMAへの可変能力を持つMSとして、イージスやレイダーを開発している。
一方、C.E.72年の『SEED DESTINY』ではMSの技術を取り入れたMAが新たに開発されている。アドゥカーフ・メカノインダストリー社では、物量で交戦相手であるザフトに勝ることから、巨大MAであるザムザザーやゲルズゲーを開発している。また、メビウスに代わる主力量産MAとして、同じく大型機であるユークリッドを量産している。地球連合軍の大型機動兵器は、大型可変MSであるデストロイを含めてすべてが量産機である。
ザフトではユニウス条約によりMSの保有数に制限が設けられたことで、MSの多機能化の一環として可変MSの開発の機運が高まった。かつて地球連合軍から奪取したイージスを再検証し、セカンドステージシリーズの5体には何らかの可変または合体機構を導入している。また、その開発途上では非可変MA、プロトカオスが試作された。

### 『機動戦士ガンダム00』シリーズ
『機動戦士ガンダム00』においては、MSとは異なる非人型の局地戦兵器をMAとしている。

### 『機動戦士ガンダムAGE』シリーズ
『機動戦士ガンダムAGE』においては、本編の前史である「コロニー国家間戦争」の時点でMSという概念はサイズや形態を問わず機動兵器の総称として位置づけられており、MAという概念は存在しない。

### 『機動戦士ガンダム 鉄血のオルフェンズ』シリーズ
『機動戦士ガンダム 鉄血のオルフェンズ』に登場するMAは、本編開始の約300年前に開発された完全無人の自動兵器とされている。自動的かつ効率的に戦争を遂行することを過剰に突き詰めた結果、MAは人類の手に負えない存在となり、当時における総人口の4分の1を失わしめるほどの殺戮をもたらした。このMAに対抗するためにMSが開発され、両者の激しい戦闘こそが「厄祭戦（やくさいせん）」と呼ばれる大戦に発展し、地球圏を荒廃させた元凶となった。大半のMAが駆逐されたことで「厄祭戦」は終結したものの、MSと同じく終戦から約300年後の現在も稼働可能な状態で放置された機体が一部に残っており、MSの動力源であるエイハブ・リアクターから発せられるエイハブ・ウェーブを感知すると、休眠状態から覚醒して自動的に攻撃を仕掛けるようプログラムされている。

### 『機動戦士ガンダム 水星の魔女』シリーズ
『機動戦士ガンダム 水星の魔女』においては、MSのガンドノードが「アーマーパック」を装備した形態がMAとして運用されている。